# FSV Stadeln
Der FSV Stadeln ist ein Sportverein aus dem Ortsteil Stadeln der mittelfränkischen Stadt Fürth. Seine Vereinsfarben sind Rot und Weiß. Er trägt seine Heimspiele auf der Waldsportanlage Stadeln aus. Neben Fußball bietet der Verein seinen Mitgliedern noch eine Tennis-Abteilung. Des Weiteren bestehen Aktivitäten im Winter- und Wandersport sowie im Kegeln. Während für die Fußballer zwei Rasenplätze, ein Kleinfeld sowie ein Kunstrasenplatz mit Flutlichtanlage zur Verfügung stehen, können die Tennisspieler auf sechs Sandplätzen spielen. Für die Kegler gibt es zwei Bundeskegelbahnen.
Die erste Herrenfußballmannschaft spielt nach gewonnener Relegation gegen den FC Eintracht Münchberg sowie die TuS Frammersbach in der Saison 2025/26 erstmals in der fünftklassigen Bayernliga.

## Geschichte
Die Vereinsgründung erfolgte am 24. Januar 1958 in der Waldschänke Stadeln. Drei Jahre später erhielt man die Freigabe für den ersten Fußballplatz, 1962 wurden die Herren Meister der C-Klasse Nürnberg/Fürth und stiegen in die B-Klasse auf. Im weiteren Verlauf der 1960er Jahre erhielten die Fußballer einen weiteren Platz sowie ein Sportheim mit Umkleidekabinen. Darüber hinaus gelang ein weiterer Aufstieg, diesmal in die A-Klasse.
In den 1970er Jahren wurde versucht, mit dem MTV Stadeln zu fusionieren, was jedoch nicht gelang. Auch die Gründung einer Frauenfußballmannschaft war nicht von Erfolg gekrönt. Zweimal wurden Versuche gestartet, eine solche zu etablieren, jeweils führte aber das geringe Interesse von Spielerinnen wieder zur Auflösung. Bereits im Jahr 1972 erhielt der FSV Stadeln auf seinem Hauptplatz eine Flutlichtanlage, um auch im Winter effektiv trainieren zu können. In der Saison 1976/77 konnte die erste Mannschaft wieder einmal einen Meistertitel erringen und stieg diesmal in die damals fünftklassige Bezirksliga auf. Ende des Jahrzehnts wurde die Errichtung eines dritten Spielfelds sowie eines Kleinfelds für die Nachwuchsmannschaften vorangetrieben.
Anfang der 1980er Jahre vergrößerte sich der Verein merklich, als er neben einer Winter- und Wander- auch eine Tennisabteilung ins Leben rief. Im weiteren Verlauf der 1980er Jahre erhielten die Tennisspieler sechs Sandplätze. Zwischen 1989 und 1991 fanden Renovierungsarbeiten am Vereinsheim statt. Für 1,27 Mio. DM wurde so beispielsweise die Gaststätte vergrößert und es kamen auch zwei Bundeskegelbahnen hinzu. In der Saison 1994/95 kehrte die mittlerweile zweimal abgestiegene erste Fußballmannschaft wieder in die A-Klasse zurück.
In den Jahren 2002 und 2008 verlieh der BFV dem FSV Stadeln jeweils die silberne Raute für dessen Verdienste in der Jugendförderung und im Breitensport. Im Jahr 2009 folgte der Erhalt der goldenen Raute.
Der größte Erfolg der ersten Herrenfußballmannschaft wurde in der Saison 2024/25 erreicht, als man sich als Vizemeister der Landesliga-Staffel Nordost in der anschließenden Aufstiegsrelegation erst gegen den FC Eintracht Münchberg und dann gegen die TuS Frammersbach durchsetzen konnte, um somit erstmals in die fünftklassige Bayernliga aufsteigen zu können.

## Erfolge und Auszeichnungen der Fußballabteilung
Erfolge (unvollständig)
- Meister der C-Klasse Nürnberg/Fürth und Aufstieg in die B-Klasse: 1962
- Meister der B-Klasse Nürnberg/Fürth und Aufstieg in die A-Klasse: 1964, 1995
- Meister der A-Klasse Nürnberg/Fürth und Aufstieg in die Bezirksliga Mittelfranken: 1977
- Meister der Kreisliga Nürnberg/Fürth und Aufstieg in die Bezirksliga Mittelfranken: 2007
- Aufstieg in die Bezirksoberliga Mittelfranken: 2008
- Aufstieg in die Landesliga Bayern: 2012, 2019
- Aufstieg in die Bayernliga: 2025

Auszeichnungen
- Verleihung der silbernen Raute durch den BFV: 2002, 2008
- Verleihung der goldenen Raute durch den BFV: 2009